# Ranunculus amellus
Ranunculus amellus là một loài thực vật có hoa trong họ Mao lương. Loài này được Briq. miêu tả khoa học đầu tiên năm 1908.